# Народовці
Народо́вці, або українофі́ли, — суспільно-політична течія серед молодої західноукраїнської інтелігенції ліберального напрямку, західноукраїнських українофілів, що виникла в 1860-х в Королівстві Галичини та Володимирії, Герцогстві Буковина та Закарпатті. Ідеологічно народовці були опонентами галицьких москвофілів.
Проводила культурно-освітницьку роботу, організувала Товариство імені Шевченка у Львові (1873), українські інституції «Просвіта», «Руська Бесіда» та ін.
У 1899 народовці з частиною радикалів організували Українську національно-демократичну партію, яка відіграла основну роль в уряді ЗУНР. З 1919 року ця партія стала називатися «Українська трудова партія». 1925 року ввійшла до Українського національно-демократичного об'єднання (УНДО).

## Створення
Народовський рух виник на ґрунті ідей національного відродження, започаткованих «Руською Трійцею» та Кирило-Мефодіївським братством, і сформувався під впливом творчості Тараса Шевченка, Пантелеймона Куліша, Миколи Костомарова.
Сформувалася на противагу консервативній політичній течії — москвофільству, в основі якого лежала культурна і політична переорієнтація частини української інтелігенції, особливо духовенства, на Російську імперію.

## Громадські діяння
Виходячи з того, що українці — це окрема нація, яка проживала на території від Кавказу до Карпат, виступали за єдність всіх українських земель та розвиток єдиної української мови на основі народної говірки. На початку своєї діяльності народовці проводили значну культурницьку роботу ліберального напряму. Організаційними центрами народовського руху стали редакції журналів: «Вечерниці» (1862—1863), «Мета» (1863—1864), «Нива» (1865), «Русалка» (1866).
До народовців належали переважно представники української інтелігенції — письменники, вчителі, лікарі, юристи, студенти. Група письменників, педагогів і громадських діячів, зокрема, Сидір Воробкевич, Володимир Шашкевич, Ксенофонт Климкович, Федір Заревич, Кость Горбаль, Данило Танячкевич, Корнило Устиянович — організували на зразок київської Громади студентські та учнівські організації (громади) у навчальних закладах Галичини. Через діяльність громад, в яких їх учасники вивчали українську літературу та історію, збирали етнографічний і фольклорний матеріал, влаштовували літературні вечори і концерти, народовці прагнули пробудити національну самосвідомість в української молоді.
Використовуючи нові конституційні закони, прийняті австро-угорським урядом, народовці заснували ряд культурно-освітніх товариств «Руська Бесіда» (1861), а при них — український театр (1864), «Просвіту» (1868). Вони відкривали читальні, бібліотеки, видавали твори українських письменників, шкільні підручники, влаштовували театральні вистави та щорічні Шевченкові вечори-концерти. У 1873 у Львові, при фінансовій і моральній підтримці меценатів з Наддніпрянської України, виникло Літературно-Наукове Товариство ім. Т.Шевченка, яке в 1892 реорганізувалося в Наукове Товариство ім. Т.Шевченка.

## Політична діяльність
Поштовхом до початку активної політичної діяльності народовців стали вибори 1879 року до Галицького сейму, на яких русини, очолювані москвофільською Руською Радою, змогли послати тільки трьох своїх представників.
Нову роботу народовці розпочали з видання двох політичних часописів: «Батьківщина» (1879) і «Діло» (1880). Серед керівництва цих видань були головні ідеологи народовців: Володимир Барвінський, Володимир Навроцький, Олександр Огоновський, Юліан Романчук, Анатоль Вахнянин, Дем'ян Гладилович та ін.
На сеймових виборах навесні 1883 русини (українці) під проводом «Головного Руського Комітету Виборчого» виступили єдиним списком, де були представлені як «Руська Рада», так і народовці. Завдяки цьому народовці зуміли збільшити своє представництво у сеймі (5 послів на місце одного).
1885 — народовці створили нову політичну організацію — Народну Раду.

## «Нова ера»
Наростаючий український національно-визвольний рух, в якому основну роль відігравали народовці, загострення відносин між Австро-Угорщиною і Російською імперією, примушували австрійський уряд шукати шляхи врегулювання українсько-польських відносин у Галичині. 1890 р. лідери Юліан Романчук, Сильвестр Сембратович, Олександр Барвінський при посередництві Володимира Антоновича уклали з польськими політичними колами і австрійським урядом компромісну угоду, яка отримала назву «Нової ери». Від імені уряду намісник Галичини граф Казімеж Бадені пообіцяв надати кілька депутатських місць у парламенті, запровадити українську мову в судах і адміністративних органах, відкрити три українські гімназії, утворити кафедру української історії і другу кафедру української літератури у Львівському університеті, отримати право на створення страхового товариства «Дністер» та ін., видання українською мовою урядової газети «Народний Часопис». За ці незначні поступки Ю. Романчук від імені частини народовців заявив про підтримку політики австрійської держави, проголосив «нову еру» у польсько-українських відносинах в Королівстві Галичини та Володимирії.
У 1890 році значна частина народовців об'єдналася в Русько-Українську Радикальну Партію, яка різко засудила політику «нової ери» і продовжила опозиційну боротьбу. 1894 р. частина народовців на чолі з Ю. Романчуком перейшла до опозиції. На позиціях «нової ери» залишився митрополит С. Сембратович і невелика група народовців, на чолі з О. Барвінським і Анатолем Вахнянином, які висунули гасло «Краще щось, ніж нічого». Це крило народовців пізніше оформилось у Християнсько-Суспільну Партію.
У 1899 р. основна маса народовців з частиною радикалів утворили Українську Національно-Демократичну Партію (відіграла основну роль в уряді ЗУНР). З 1919 р. ця партія стала називатися «Національно-Трудова Партія». В 1925 р. ввійшла до Українського національно-демократичного об'єднання (УНДО).

## Поширення
Під впливом українців Галичини народовецький рух розгорнувся у Герцогстві Буковина і Закарпатті. В середині 1880-х років у діяльності народовецьких організацій на Буковині («Руській Бесіді» і «Руській Раді») активну участь брали Юрій Федькович, Є.Пігуляк, Іван Тимінський, Омелян Попович та ін. Національно-культурне відродження на Закарпатті в кінці 19 на початку 20 ст. відбувалось під ідеологічним впливом народовців, ідеї яких відстоювали такі визначні громадсько-політичні діячі на цих українських землях, як Василь Чопей, Августин Волошин, Юрій Жаткович, Гіядор Стрипський та ін.